# 화성시의 행정 구역
화성시의 행정 구역은 4읍 9면 16동으로 구성되어 있다. 화성시의 인구는 2024년 8월을 기준으로 412,269세대, 958,444명이며, 인구 100만명에 버금가는 대도시다.

## 행정 구역

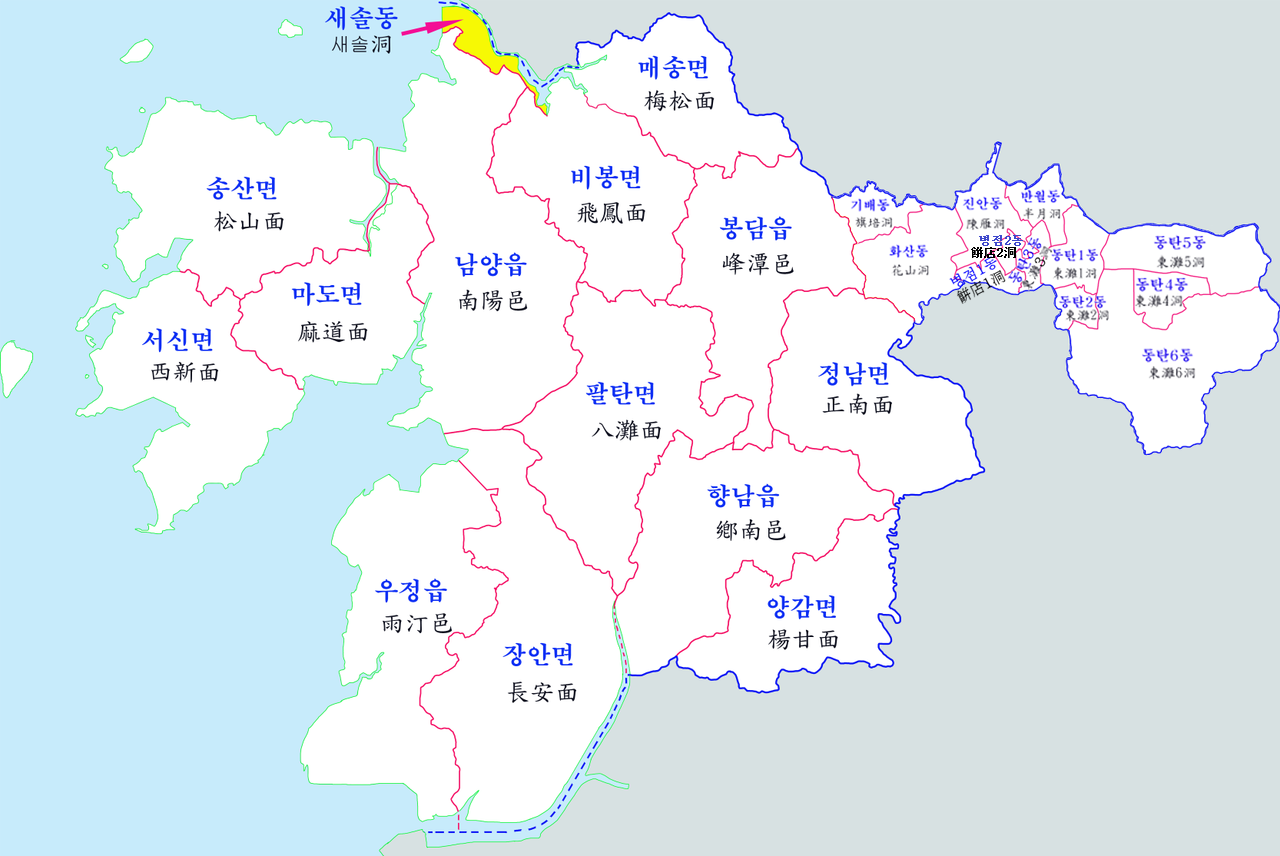
화성시 지도

| 읍·면·동 | 한자    | 면적 (km2) | 인구    | 세대    |
| -------- | ------- | ---------- | ------- | ------- |
| 봉담읍   | 峰潭邑  | 42.75      | 74,904  | 27,434  |
| 우정읍   | 雨汀邑  | 59.71      | 18,090  | 8,354   |
| 향남읍   | 鄕南邑  | 50.00      | 80,533  | 34,175  |
| 남양읍   | 南陽邑  | 67.07      | 32,705  | 14,490  |
| 매송면   | 梅松面  | 27.46      | 8,019   | 3,640   |
| 비봉면   | 飛鳳面  | 38.55      | 5,916   | 2,923   |
| 마도면   | 麻道面  | 31.75      | 6,771   | 3,426   |
| 송산면   | 松山面  | 53.99      | 11,229  | 5,324   |
| 서신면   | 西新面  | 43.24      | 7,122   | 3,769   |
| 팔탄면   | 八灘面  | 50.95      | 10,290  | 5,857   |
| 장안면   | 長安面  | 67.72      | 10,608  | 5,296   |
| 양감면   | 楊甘面  | 31.07      | 4,180   | 2,303   |
| 정남면   | 正南面  | 40.67      | 11,842  | 5,828   |
| 새솔동   | 새솔洞  | 3.4        | 257     | 88      |
| 진안동   | 陳雁洞  | 6.22       | 39,215  | 17,926  |
| 병점1동  | 餠店1洞 | 1.44       | 29,168  | 10,599  |
| 병점2동  | 餠店2洞 | 1.05       | 26,043  | 8,798   |
| 반월동   | 半月洞  | 3.96       | 30,987  | 10,032  |
| 기배동   | 旗培洞  | 4.22       | 14,512  | 4,867   |
| 화산동   | 花山洞  | 11.60      | 24,665  | 9,899   |
| 동탄1동  | 東灘1洞 | 5.3        | 53,340  | 19,628  |
| 동탄2동  | 東灘2洞 | 2.2        | 37,282  | 11,924  |
| 동탄3동  | 東灘3洞 | 1.9        | 43,801  | 15,993  |
| 동탄4동  | 東灘4洞 | 4.3        | 52,458  | 15,856  |
| 동탄5동  | 東灘5洞 | 11.4       | 26,409  | 10,108  |
| 동탄6동  | 東灘6洞 | ?          | ?       | ?       |
| 동탄7동  | 東灘7洞 | ?          | ?       | ?       |
| 동탄8동  | 東灘8洞 | ?          | ?       | ?       |
| 동탄9동  | 東灘9洞 | ?          | ?       | ?       |
| 화성시   | 華城市  | 692.5      | 696,587 | 272,445 |

* 인구·세대는 2018년 1월 31일 기준

## 법정동·리
| 읍·면·행정동 | 법정동·리 |
| ------------ | --- |
| 봉담읍       | 상리(上里), 내리(內里), 수영리(水營里), 동화리(桐化里), 와우리(臥牛里), 수기리(水機里), 분천리(汾川里), 왕림리(旺林里), 세곡리(細谷里), 당하리(堂下里), 마하리(馬霞里), 유리(柳里), 덕리(德里), 덕우리(德佑里), 하가등리(下加等里), 상기리(上箕里)                                                                                         |
| 우정읍       | 원안리(元安里), 호곡리(虎谷里), 운평리(雲坪里), 한각리(閑角里), 멱우리(覓祐里), 화수리(花樹里), 주곡리(珠谷里), 이화리(梨花里), 석천리(石川里), 매향리(梅香里), 화산리(花山里), 조암리(朝岩里), 국화리(菊花里) |
| 향남읍       | 평리(坪里), 발안리(發安里), 제암리(提岩里), 상신리(上新里), 구문천리(求文川里), 하길리(下吉里), 화리현리(禾里峴里), 상두리(上斗里), 백토리(白土里), 길성리(吉城里), 요리(料里), 수직리(水直里), 갈천리(葛川里), 증거리(增巨里), 송곡리(松谷里), 동오리(東梧里), 관리(官里), 도이리(桃李里), 행정리(杏亭里), 방축리(防築里), 장짐리(長朕里) |
| 남양읍       | 남양리(南陽里), 신남리(新南里), 장덕리(長德里), 안석리(安石里), 활초리(活草里), 온석리(溫石里), 무송리(茂松里), 북양리(北陽里), 송림리(松林里), 수화리(水花里), 장전리(獐田里), 신외리(新外里), 문호리(文湖里), 시리(匙里), 원천리(遠泉里)                                                                                                 |
| 매송면       | 천천리(泉川里), 원평리(院坪里), 어천리(漁川里), 숙곡리(肅谷里), 야목리(野牧里), 송라리(松蘿里), 원리(院里) |
| 비봉면       | 양노리(兩老里), 남전리(南田里), 유포리(柳浦里), 삼화리(三花里), 구포리(鳩浦里), 쌍학리(雙鶴里), 청요리(靑蓼里), 자안리(紫安里) |
| 마도면       | 석교리(石橋里), 두곡리(斗谷里), 송정리(松亭里), 쌍송리(雙松里), 청원리(靑園里), 슬항리(瑟項里), 해문리(海門里), 백곡리(白谷里), 금당리(錦堂里), 고모리(古母里) |
| 송산면       | 사강리(沙江里), 봉가리(鳳歌里), 삼존리(三尊里), 용포리(龍浦里), 고정리(古井里), 쌍정리(雙井里), 천등리(天燈里), 신천리(新天里), 독지리(禿旨里), 마산리(馬山里), 고포리(古浦里), 지화리(芝花里), 중송리(中松里), 육일리(六一里), 칠곡리(漆谷里)                                                                                             |
| 서신면       | 전곡리(前谷里), 상안리(尙安里), 광평리(廣坪里), 장외리(檣外里), 송교리(松橋里), 제부리(濟扶里), 홍법리(弘法里), 사곶리(仕串里), 매화리(梅花里), 용두리(龍頭里), 궁평리(宮坪里), 백미리(百味里) |
| 팔탄면       | 하저리(下楮里), 창곡리(昌谷里), 기천리(箕川里), 가재리(佳才里), 구장리(舊場里), 율암리(栗岩里), 노화리(路下里), 덕천리(德泉里), 지월리(芝月里), 덕우리(德隅里), 서근리(鋤斤里), 월문리(月門里), 화당리(花塘里), 고주리(古州里), 매곡리(梅谷里), 해창리(海倉里)                                                                             |
| 장안면       | 어은리(漁隱里), 석포리(石浦里), 수촌리(水村里), 독정리(獨亭里), 장안리(長安里), 덕다리(德多里), 사랑리(沙浪里), 금의리(錦衣里), 사곡리(沙谷里), 노진리(蘆眞里) |
| 양감면       | 신왕리(新旺里), 사창리(社倉里), 정문리(旌門里), 송산리(松山里), 용소리(龍沼里), 요당리(蓼塘里), 대양리(大陽里) |
| 정남면       | 발산리(鉢山里), 괘랑리(掛囊里), 보통리(普通里), 관항리(官項里), 오일리(五逸里), 백리(栢里), 문학리(文學里), 신리(新里), 계향리(桂香里), 귀래리(歸來里), 제기리(諸岐里), 덕절리(德節里), 음양리(陰陽里), 망월리(望月里), 수면리(水面里), 내리(內里), 금복리(金福里), 고지리(古支里), 용수리(龍水里)                                         |
| 새솔동       | 새솔동(새솔洞) |
| 진안동       | 진안동(陳雁洞), 기산동(機山洞), 반정동(伴亭洞), 능동(陵洞) (일부) |
| 병점1동      | 병점동(餠店洞) |
| 병점2동      | 병점동(餠店洞) |
| 반월동       | 반월동(半月洞) |
| 기배동       | 기안동(旗安洞), 배양동(培養洞) |
| 화산동       | 송산동(松山洞), 안녕동(安寧洞), 황계동(黃鷄洞) |
| 동탄1동      | 석우동(石隅洞), 반송동(盤松洞) (일부) |
| 동탄2동      | 반송동(盤松洞) (일부) |
| 동탄3동      | 능동(陵洞) (일부) |
| 동탄4동      | 청계동(淸溪洞) |
| 동탄5동      | 영천동(英川洞), 중동(中洞) |
| 동탄6동      | 금곡동(金谷洞), 방교동(防橋洞), 오산동(梧山洞) |
| 동탄7동      | 산척동(山尺洞), 송동(松洞) |
| 동탄8동      | 장지동(長芝洞) |
| 동탄9동      | 목동(睦洞), 신동(新洞) |

## 역사
- 1949년 8월 14일 수원읍이 수원부로 분리·승격하였고, 수원군이 화성군으로 개칭되었다.(19면)[3]
- 1949년 8월 15일 : 음덕면을 남양면으로 개칭하였다.[4]
- 1960년 1월 1일 : 오산면이 오산읍으로 승격하였다.(1읍 18면)[5]
- 1963년 1월 1일 : 일왕면 · 태장면 · 안룡면 각 일부가 수원시로 편입되고, 일왕면은 의왕면으로 개칭하여 시흥군에 편입되었고, 태장면과 안룡면은 태안면으로 합면하였다.(1읍 16면)[6]
- 1970년 6월 10일 : 군청사를 수원시에서 오산읍으로 이전하였다.
- 1983년 2월 15일 : 반월면 월암리·초평리를 시흥군 의왕읍에 편입하고, 비봉면 상기리를 봉담면에 편입하였다.[7]
- 1985년 10월 1일 : 태안면이 태안읍으로 승격하였다.(2읍 15면)[8]
- 1986년 1월 1일 : 반월면 일부를 신설된 안산시에 편입하였다.[9]
- 1987년 1월 1일 : 서신면 칠곡리가 송산면에 편입되었다. 팔탄면 지월리 일부가 향남면에 편입되어 장짐리가 신설되고, 동탄면 금곡리가 오산읍에 편입되어 은계리가 신설되었다. 매송면 금곡리, 호매실리가 수원시에, 양감면 고렴리가 평택군에 각각 편입되었다.[10]
- 1989년 1월 1일 : 오산읍이 오산시로 승격하여 화성군에서 분리되었다.(1읍 15면)[11]
- 1994년 12월 26일 : 태안읍 영통리·신리 일부·망포리 일부, 반월면 입북리·당수리가 수원시에, 반월면 건건리·사사리·팔곡1리가 안산시에, 반월면 둔대리·대야미리·속달리·도마교리가 군포시에 각각 편입되었다. 이로써 반월면은 폐지되었다.(1읍 14면)[12]
- 1995년 4월 20일 : 태안읍 신리·망포리가 수원시에 편입되었다.[13]
- 1998년 4월 1일 : 봉담면이 봉담읍으로 승격하였다.(2읍 13면)[14]
- 2000년 11월 1일 : 군청사를 오산시 오산동에서 남양면 남양리로 이전하였다.[15]
- 2001년 3월 21일 : 화성군이 화성시로 승격하였다.[16] 이와 함께 태안읍과 동탄면, 정남면을 관리하는 동부출장소를 설치하고, 남양면이 남양동으로 전환하였다.(2읍 12면 1동)[17]
- 2003년 6월 14일 : 우정면이 우정읍으로 승격하였다.(3읍 11면 1동)[18]
- 2006년 1월 2일 : 태안읍을 폐지하고, 진안동(법정동:진안동·능동·기산동·반정동), 병점1동(법정동:병정동 일부), 병점2동(법정동:병점동 일부), 반월동(법정동:반월동), 기배동(법정동:기안동·배양동), 화산동(법정동:황계동·송산동·안녕동) 등 6개 동으로 분리·전환하였다.(2읍 11면 7동)[19]
- 2007년 1월 29일 : 향남면이 향남읍으로 승격하고, 동탄면 반송리·석우리와 능동에 동탄동이 설치되었다.(3읍 10면 8동)[20]
- 2008년 3월 3일 : 동탄동이 동탄1동·동탄2동으로 분리되었다.(3읍 10면 9동)[21]
- 2009년 6월 8일 : 동탄3동이 동탄1동에서 분동하였다.(3읍 10면 10동)[22]
- 2014년 10월 20일 : 남양동이 남양읍으로 전환되었다.(4읍 10면 9동)[23][24]
- 2015년 1월 2일 : 동탄면 영천리·청계리·오산리에 중리·목리·산척리·방교리의 각 일부를 편입하여 동탄4동(법정동:영천동·청계동·오산동)이 설치되었다.(4읍 10면 10동)
- 2018년 1월 22일 : 송산그린시티 동측 지구에 새솔동을 설치하고, 동탄면·동탄4동을 동탄4동·동탄5동·동탄6동으로 개편하였다.(4읍 9면 13동)[25]